# اس‌ام‌اس اس۳۶
اس‌ام‌اس اس۳۶ (به انگلیسی: SMS S36) یک کشتی بود که طول آن 79.5 meters بود. این کشتی در سال ۱۹۱۴ ساخته شد.